# Bobby Neu
Robert J. Neu, detto Bobby (Chicago, 28 giugno 1917 – 7 febbraio 1971), è stato un cestista statunitense, professionista nella NBL e nella ABL.

## Palmarès
- Madison Square Garden All-American (1938, 1939)[1]
- All-NBL Second Team (1941)